# 의정부호동초등학교
의정부호동초등학교는 대한민국 경기도 의정부시에 있는 공립 초등학교이다.

## 학교 연혁
- 1998년 3월 1일 의정부호동초등학교 개교(33학급편성) 초대 박수영교장 부임
- 1998년 3월 26일 개교기념식
- 1998년 6월 20일 교가제정(작사 박수영, 작곡 한세용)
- 1998년 9월 16일 급식개시(3-6학년)
- 1998년 9월 26일 5층 준공(24교실 증축)
- 1999년 3월 1일 57학급 편성
- 1999년 09년 01일 제2대 고판석교장 부임
- 2000년 3월 1일 60학급 편성
- 2001년 3월 1일 68학급 편성
- 2002년 3월 1일 68학급 편성
- 2002년 6월 1일 교사 증축(10개 교실), 스탠드 준공(3단 85m)
- 2003년 3월 1일 74학급 편성
- 2004년 3월 1일 71학급 편성, 제3대 황옥영교장 부임
- 2005년 3월 1일 68학급 편성
- 2006년 3월 1일 65학급 편성
- 2006년 7월 1일 어학실 설치
- 2007년 3월 1일 65학급 편성
- 2007년 7월 3일 학교숲 준공
- 2007년 9월 1일 제4대 김영학교장 부임
- 2008년 3월 1일 64학급 편성
- 2008년 4월 18일 인조잔디구장 준공
- 2008년 6월 30일 냉난방기 65실 설치
- 2008년 8월 30일 조리실 트랜치 설치 및 제1과학실 현대화사업 준공
- 2009년 2월 3일 공기정화기 26대 설치
- 2009년 3월 1일 64학급 편성
- 2010년 3월 1일 63학급 편성
- 2011년 3월 1일 57학급 편성
- 2011년 9월 1일 제5대 임종수교장 부임
- 2012년 3월 1일 58학급 편성
- 2013년 3월 1일 56학급, 특수학급 1학급 편성
- 2014년 3월 1일 제6대 임정빈 교장 부임
- 2014년 3월 1일 56학급, 특수학급 1학급 편성